# Hannover 96
A Hannover 96 1896-ban alapított német labdarúgóklub, mely jelenleg a német másodosztályban (Bundesliga 2) szerepel. Stadionjuk a 2004-ben felújított 49 000 férőhelyes hannoveri HDI-Arena.
A Hannoversche Sportverein (HSV) sportegyesületben a labdarúgáson kívül további szakosztályok az atlétika, torna, tenisz, asztalitenisz, biliárd és triatlon. Az egyesületnek körülbelül 10 000 tagja van, ebből 2200 körül vannak az egyes aktív vagy visszavonult sportolók, a többi tag a labdarúgócsapat szurkolói.
Noha az egyesület hivatalos színei a fekete-fehér-zöld, a szurkolók a labdarúgócsapatot a hagyományos vörös mez alapján vörösök-nek nevezik. A labdarúgóklub az 1990-es években betéti társaságként kivált a sportegyesületből, tulajdonosa a sportegyesület.

## Sikerek
- Német bajnok: 1938, 1954
- Német Kupa-győztes: 1992
- 2.Bundesliga bajnok: 1987, 2002
- Oberliga Nord bajnok: 1954
- 2.Bundesliga-Nord bajnok: 1975
- Regionalliga Nord bajnok: 1997, 1998
- Südkreisliga bajnok: 1921, 1927, 1928, 1930
- Gauliga Niedersachsen bajnok: 1935, 1938
- Gauliga Niedersachsen-Süd bajnok: 1940, 1941

### Ifjúsági csapat
- Német U17 bajnokság ezüstérmes: 1994, 1995
- U19 Bundesliga Nord/Nordost bajnok: 2004

## Jelenlegi keret
2021. február 12. szerint
| #  |     | Poszt | Név                                                |
| -- | --- | ----- | -------------------------------------------------- |
| 1  | DEN | K     | Martin Hansen                                      |
| 2  | CRO | V     | Josip Elez                                         |
| 3  | SWE | V     | Niklas Hult                                        |
| 5  | GUI | V     | Simon Falette                                      |
| 6  | SVN | KP    | Jaka Bijol (kölcsönben a CSZKA Moszkva csapatától) |
| 7  | GHA | CS    | Patrick Twumasi                                    |
| 8  | GER | KP    | Mike Frantz                                        |
| 9  | GER | CS    | Hendrik Weydandt                                   |
| 10 | JPN | CS    | Haragucsi Genki                                    |
| 11 | GER | KP    | Linton Maina                                       |
| 13 | GER | KP    | Dominik Kaiser ()                                  |
| 15 | GER | V     | Timo Hübers                                        |
| 17 | GER | CS    | Marvin Ducksch                                     |
| 18 | CMR | CS    | Franck Evina                                       |
| 19 | KOS | CS    | Valmir Sulejmani                                   |

| #  |     | Poszt | Név                                                      |
| -- | --- | ----- | -------------------------------------------------------- |
| 20 | GER | KP    | Philipp Ochs                                             |
| 21 | JPN | V     | Muroja Szei                                              |
| 22 | GER | K     | Michael Ratajczak                                        |
| 23 | TUR | V     | Barış Başdaş                                             |
| 24 | TUN | KP    | Marc Lamti                                               |
| 27 | GER | KP    | Kingsley Schindler (kölcsönben az 1. FC Köln csapatától) |
| 28 | GER | V     | Marcel Franke                                            |
| 29 | GER | KP    | Simon Stehle                                             |
| 30 | GER | K     | Marlon Sündermann                                        |
| 31 | GER | K     | Michael Esser                                            |
| 34 | GER | KP    | Niklas Tarnat                                            |
| 35 | KOS | KP    | Florent Muslija                                          |
| 38 | GER | CS    | Mick Gudra                                               |
| 40 | USA | KP    | McKinze Gaines                                           |

## Jelentős játékosok
| - Mohammed Abdellaoue - Otto Addo - Peter Anders - Gerald Asamoah - Jürgen Bandura - Sergej Barbarez - Fredi Bobic - Klaus Bohnsack - Thomas Brdarić - André Breitenreiter - Steven Cherundolo - Peter Dahl - Julian de Guzmán - Miloš Đelmaš - Mame Biram Diouf - Robert Enke | - Fabian Ernst - Franz Gerber - Gregor Grillemeier - Vahid Hashemian - Dieter Hecking - Hans-Josef Hellingrath - Jupp Heynckes - Huszti Szabolcs - Jiří Kaufman - Sebastian Kehl - Markus Kreuz - Andrzej Kobylański - Nebojša Krupniković - Altin Lala - Benjamin Lauth - Carsten Linke | - Werner Lorant - Clint Mathis - Per Mertesacker - Babacar N’Diaye - Horst Podlasly - Gheorghe Popescu - Ralf Raps - Jens Rasiejewski - Siegfried Reich - Willi Reimann - Bastian Reinhardt - Walter Rodekamp - Jürgen Rynio - Jaime Sánchez Fernández - Dieter Schatzschneider - Michael Schjønberg | - Hans Siemensmeyer - Jörg Sievers - Jan Šimák - Josip Skoblar - Jiří Štajner - Danijel Štefulj - Roland Stegmayer - Daniel Stendel - Rainer Stiller - Karsten Surmann - Gerhard Tremmel - Bernd Wehmeyer - Didier Ya Konan - Dariusz Żuraw |

## Edzők
A Hannover edzői 1931-től
| - Robert Fuchs (1931-46) - Fritz Pölsterl (1946-47) - Otto Höxtermann (1947) - Robert Fuchs (1947-50) - Christian Bieritz (1950) - Paul Slopianka-Hoppe (1951) - Izsó Emil (1951-52) - Helmut Kronsbein (1952-57) - Kuno Klötzer (1957-58) - Fritz Silken (1958-59) - Günter Grothkopp (1959-61) - Hannes Kirk (1961-62) - Heinz Lucas (1962-63) - Helmut Kronsbein (1963-66) - Hannes Kirk (1966) - Horst Buhtz (1966-68) - Karl-Hein Mühlhausen (1968) - Zlatko Čajkovski (1968-69) - Rolf Paetz (1969) - Hans Pilz (1970) - Helmuth Johannsen (1970-71) | - Hans Hipp (1971-73) - Hannes Baldauf (1973-74) - Helmut Kronsbein (1974-76) - Hannes Baldauf (1976) - Helmut Kronsbein (1977-78) - Anton Burghardt (1978-79) - Diethelm Ferner (1979-82) - Gerd Bohnsack (1982-83) - Werner Biskup (1983-85) - Jürgen Rynio (1985-86) - Jörg Berger (1986) - Helmut Kalthoff (1986) - Jürgen Wähling (1986-88) - Hans Siemensmeyer (1988-89) - Reinhard Saftig (1989) - Slobodan Čendić (1989) - Michael Krüger (1989-90) - Hans-Dieter Schmidt (1990) - Michael Lorkowski (1990-92) - Eberhard Vogel és Hannes Baldauf (1992-93) - Rolf Schafstall (1993-94) | - Stefan Mertesacker (1994) - Peter Neururer (1994-95) - Miloš Đelmaš (1995) - Egon Coordes (1995-96) - Jürgen Stoffregen (1996) - Reinhold Fanz (1996-98) - Franz Gerber (1999) - Branko Ivanković (1999-00) - Horst Ehrmantraut (2000-01) - Stanislav Levý (2001) - Ralf Rangnick és Mirko Slomka (2001-04) - Ewald Lienen és Michael Frontzeck (2004-05) - Peter Neururer (2005-06) - Michael Schjønberg (2006) - Dieter Hecking (2006-09) - Andreas Bergmann (2009-10) - Mirko Slomka (2010-13) - Tayfun Korkut (2013-15) - Michael Frontzeck (2015) - Thomas Schaaf (2016) - Daniel Stendel (2016-2017) | - André Breitenreiter (2017-2019) - Thomas Doll (2019) - Mirko Slomka (2019) - Asif Šarić(2019) - Kenan Kocak (2019-) |